# Colle della Leisse
Il Colle della Leisse (2.761 m s.l.m. - in francese Col de la Leisse) è un valico alpino delle Alpi della Vanoise e del Grand Arc nelle Alpi Graie.

## Toponimo

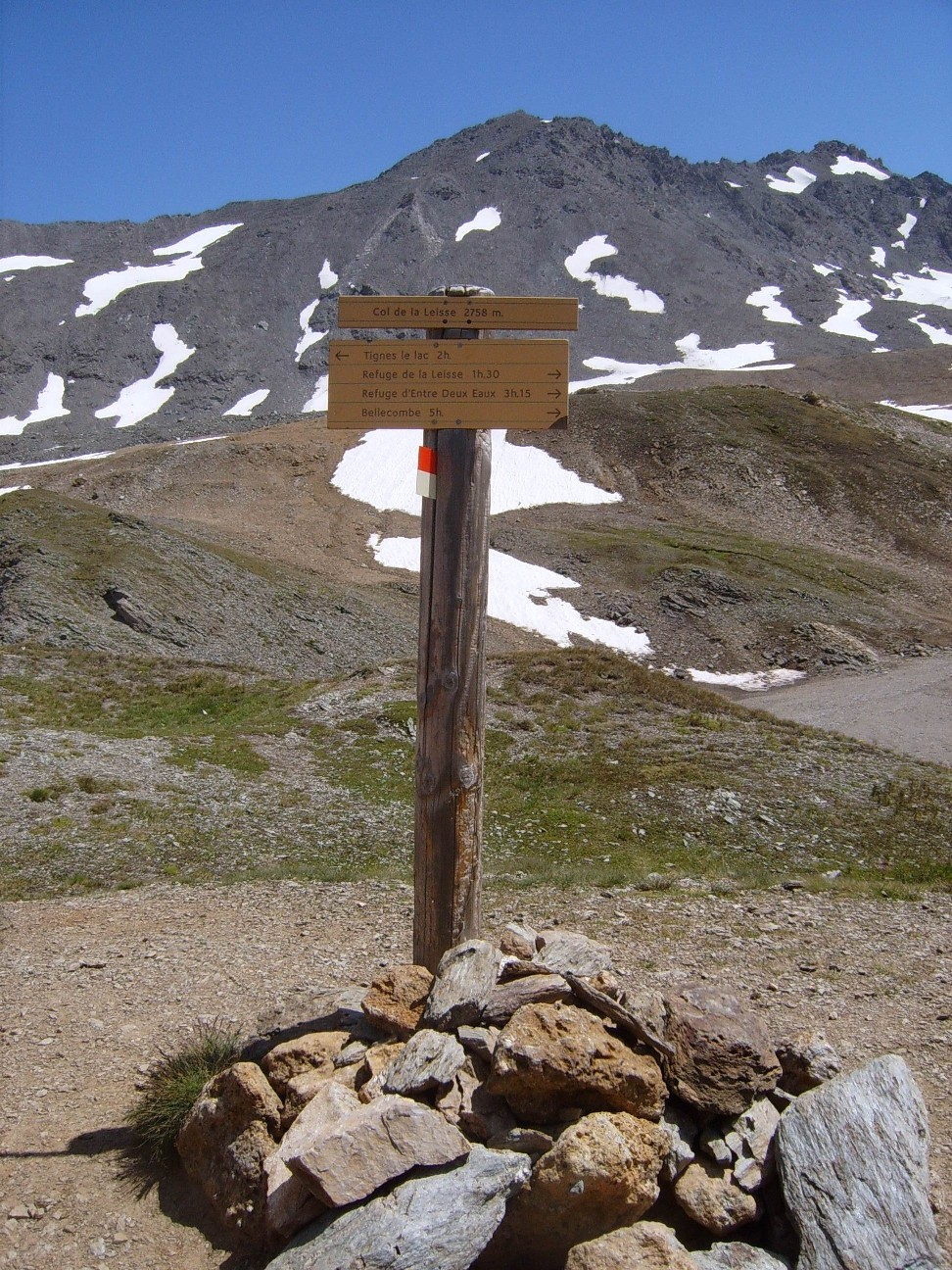
Cartelli indicatori al colle

Il toponimo Leisse deriva da una variante di Axia con agglutinazione dell'articolo, un termine che significa « acqua, bagnare, etc. » · 

## Descrizione
Il colle si trova nel dipartimento della Savoia e collega Termignon nella Maurienne con Tignes nella Tarantasia. Ricade nel territorio del Parco nazionale della Vanoise.
Dal punto di vista orografico separa nelle Alpi della Vanoise e del Grand Arc il massiccio dell'Iseran ad est con il Massiccio della Grande Casse ad ovest.

## Accesso
Il Colle della Leisse si trova sul percorso di Grande Randonnée GR 55. Si può salire da Tignes per sentiero; vicino al valico si trova il Refuge de la Leisse.